# Hazas (Polaciones)
Hazas es el nombre de un vértice geodésico regente situado en el municipio cántabro de Polaciones.
Se encuentra en el extremo este de la sierra de la Peña, a un kilómetro en dirección sureste desde el pico Astillas (Peña Sagra).
Marca una altitud de 1413,80 m s. n. m. desde la base del pilar. Se puede llegar a él tomando una pista a la derecha desde Callecedo. 